# Ales stenar

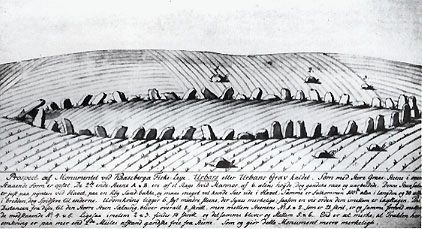
Skiss över Ales stenar från 1777. Stenar efter de två mindre skeppssättningarna är också synliga.

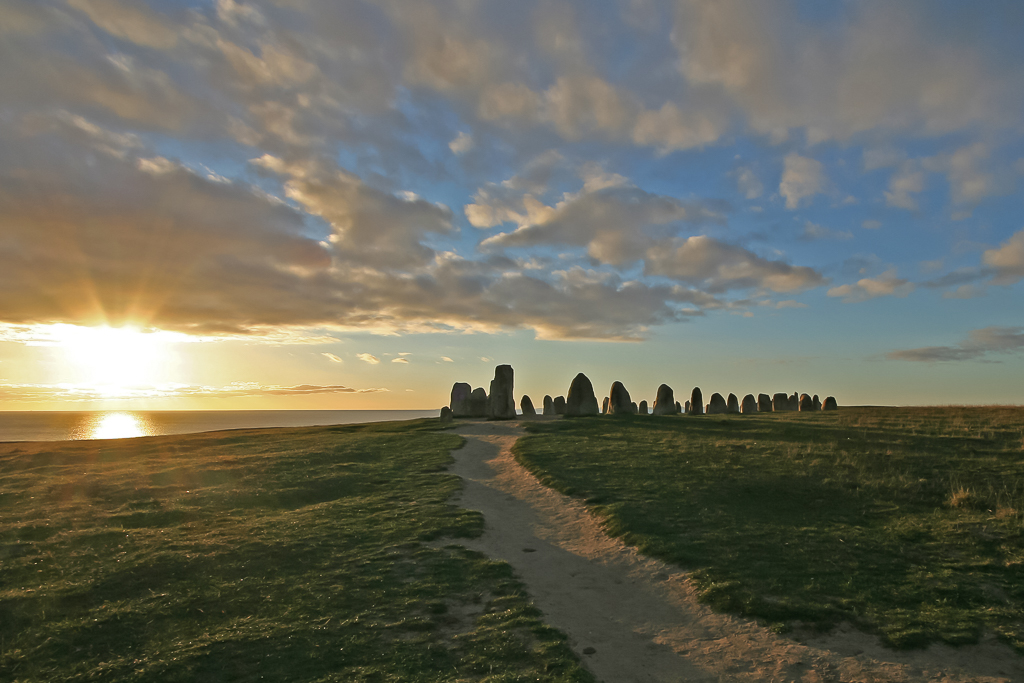
Ale stenar i skymningen.

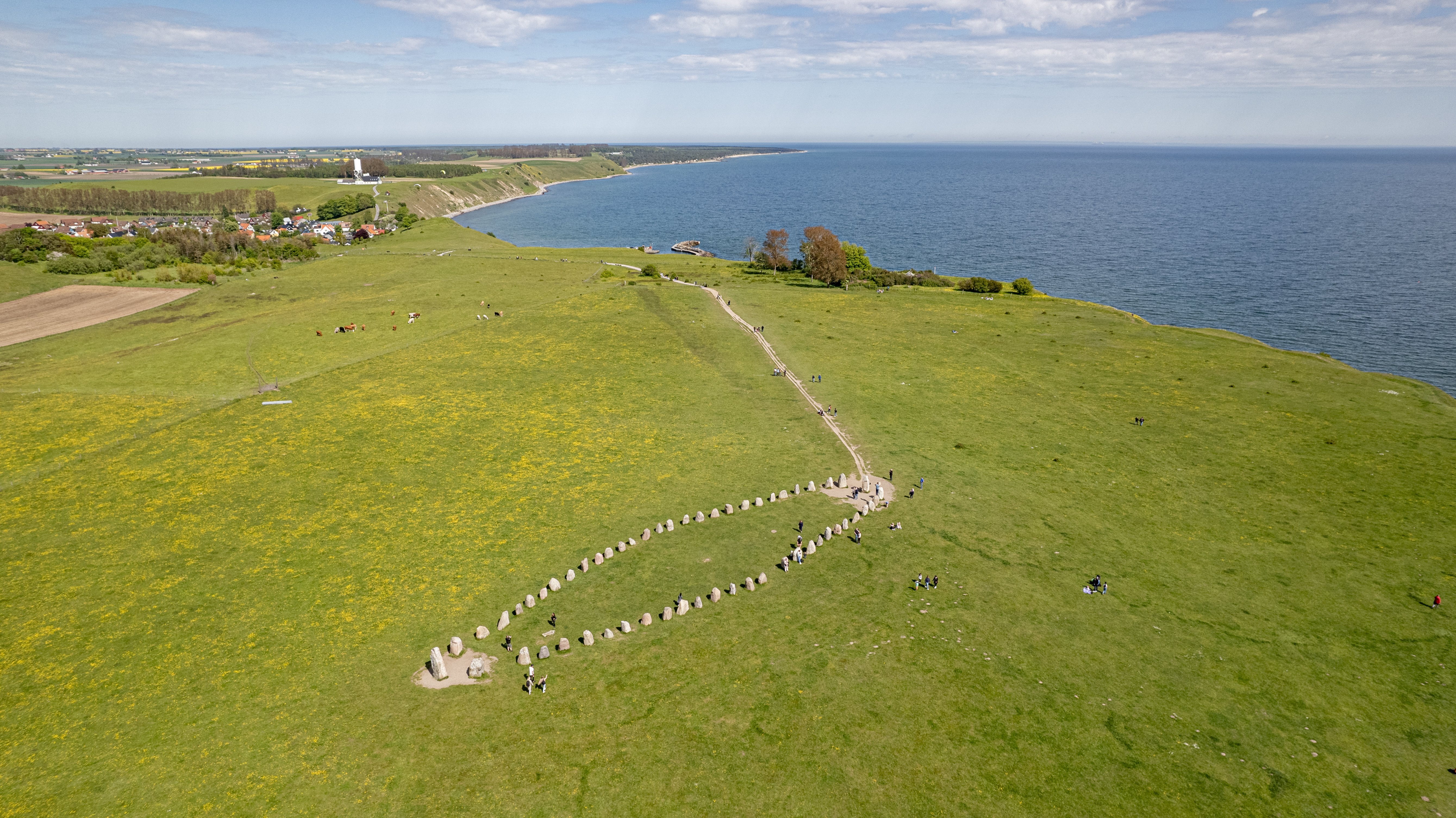
Ale stenar från luften, med gångstig mot Kåseberga.

Ales stenar eller Ale stenar är en fornlämning av typen skeppssättning. Den är belägen vid byn Kåseberga i Valleberga socken, på Österlen i Ystads kommun vid Skånes sydkust. Skeppssättningen består av 59 stenar och dateras vanligen till vendeltiden (omkring 540 till 790).

## Namnet
Namnet skrevs 1624 Als Stene, men det är det enda tidiga belägget för det namnet. Förr var platsens vanliga namn i stället Heds Stenar (1704 skrivet Heesteena). Arkeologen Nils G. Bruzelius återuppväckte namnet Als stenar år 1873, nu i formen Ales stenar. Betydelsen skall troligtvis tolkas som *Athal-ås stenar, det vill säga 'stenarna på den väldiga åsen' (Kåsebergaåsen), men även en tolkning där förledet är besläktat med gotiska alhs 'tempel' har föreslagits. Lokalt kallas stenarna alltjämt Heds stenar eller Urbans grav.

## Utformning och bakgrund
Skeppssättningen består av 59 stenar, som var och en väger runt 5 ton. Hela skeppssättningen är ungefär 67 meter lång och 19 meter bred och är Sveriges största bevarade. Den står 32 meter över havet på Kåsehuvud, med utsikt över den branta kusten och Bornholm. Flertalet stenar är av granit från Kåsebergaåsen, men stävstenarna och altarstenarna är av Hardebergasandsten. Roderstenen är av vit kvartsit.
Skeppssättningen uppfördes under vendeltiden, men begravningar kan också ha ägt rum på platsen tidigare under järnåldern. Att det rör sig om ett monument från mellersta till sena järnåldern framgår av att stenarna står långt isär, inte tätt intill varandra som i bronsålderns skeppssättningar. Sex kol-14-dateringar av organiska rester framgrävda kring och i skeppet, bland annat under några av stenarna, ligger inom intervallet 400–900 e.Kr. med tyngdpunkt i 600-talet. Dessa dateringar genomfördes under ledning av arkeologen Märta Strömberg i samband med hennes undersökningar på 1980- och 1990-talen. En sjunde kol-14-datering har bekostats av privatforskaren Bob Lind, och gjordes på kol från en eldstad som grävts ut utanför den nordvästra stävstenen. Detta prov visade sig vara 5300–5600 år gammalt, vilket tyder på att platsen var bebodd långt innan skeppssättningen byggdes.
Funktionen hos järnålderns skeppssättningar är något oklar då man inte alltid finner spår av några särskilda aktiviteter när man gräver ut dem, men de betraktas i allmänhet som gravmonument. Ofta rör det sig om brandgravar med en urna full av brända ben begravd någonstans inom stenkretsen. I fallet Ales stenar har ingen grav identifierats, men anläggningen har ännu inte grävts ut helt. 1916 restes 40 kullfallna stenar, i vissa fall utan att man visste om positionerna var de ursprungliga, och monumentet blev illa åtgånget vid avlägsnande av flygsand. Monumentet blev återigen hårdhänt restaurerat på 1950-talet utan arkeologisk undersökning, då jordmassor fördes bort och sand jämnades ut med schaktmaskin.

## Undersökningar
Arkeologen Nils G. Bruzelius besökte platsen runt 1870 och avritade och beskrev den:
"Numera består fornlämningen av ett omkring 106 alnar (63 meter) långt och 30 alnar (18 meter) brett, av 48 stenar bestående skepp, liggande i sydost och nordväst. Den i fören stående stenen, nu kullfallen, är 9 alnar (5,3 meter). ... Vid den ena sidan ligger ett av åtta mindre stenar bildat skepp, omkring 32 alnar (19 meter) långt och 10 alnar (6 meter) brett. På andra sidan är endast ett par stenar kvar, men bonden, som ägde jorden för omkring 20 år sedan, omtalade att i hans ungdom fanns ett liknande skepp vid andra sidan.”.
I slutet av 1980-talet gjorde Jan Bergström  en geologisk studie av stenarna varvid det kunde konstateras att de båda stävstenarna var av hardebergasandsten och en gång hade suttit ihop. Han konstaterade att de brutits ur fasta berget i området kring Gislövshammar strax söder om Simrishamn. Bergström höll för troligt att de fraktats sjövägen på en flotte eller i en båt. Att stävstenarna skulle härröra från trakterna kring Gislövshammar hade framförts av Nils Gustaf Bruzelius redan 1874 eftersom detta var den närmaste platsen där den kambriska sandstenen förekom  .
Ales stenar undersöktes med georadar 2006 av Riksantikvarieämbetets UV Teknikavdelning. Vid undersökningarna hittades spår efter den mindre skeppssättning som Bruzelius omtalade. Längre bort fann man ett ringformat dike som förmodligen är rester av en gravhög, kanske en som täckt en stendös från neolitikum. Man fann också spår av en symmetrisk struktur kring skeppssättningen som först tolkades som ett dike eller en palissad: senare insåg man att det i själva verket var gränsen för det område man schaktat av vid restaureringen. Utgrävningar i närheten av skeppssättningen utfördes under 2011 under ledning av arkeologen Wladyslaw Duczko.
Under hösten 2012 gjordes en mindre undersökning på platsen för den eventuella stendös som tidigare identifierats med georadar. Resultaten stärkte förmodan att det har stått en långdös strax utanför skeppssättningen. En kol-14-datering visar att denna uppförts under mellanneolitikum för omkring 5 500 år sedan. Det enda som återstod av dösens stora stenblock var de återfyllda groparna efter dem. Det finns en tydlig koppling mellan den förmodade dösen och skeppssättningen. På en del av stenarna i skeppssättningen finns nämligen skålgropar. Dessa är vanligt förekommande på dösar varför Märta Strömberg tidigare föreslagit att en del av stenarna i skeppssättningen återanvänts från ett äldre monument.

## Alternativa tolkningar

### Nyandlighet
Förutom många vanliga turister besöks Ales stenar årligen av nyandliga grupper. 2008 anordnade Sveriges Asatrosamfund en blotceremoni för att välkomna våren, och nyhäxor samlas vart år vid soluppgången på vintersolståndet för att fira en av sina viktigaste högtider.

### Solkalender
På 1970-talet framförde Hasse Alfredson idén att monumentet skulle kunna ha haft vissa astronomiska funktioner. Med hjälp av en vanlig kompass kunde han konstatera att skeppets mittlinje pekar mot de punkter på horisonten där solen ses gå upp vid vinter- respektive ned vid sommarsolståndet. Lundaprofessorn Göran Lind  gjorde därefter mätningar med bättre utrustning som gav stöd för Hasse Alfredsons arkeoastronomiska hypotes. Astronomen Curt Roslund har därefter framfört teorin att skeppssättningens båda långsidor är konstruerade som två motställda parabler, och att man med hjälp av olika riktmärken i terrängen kan ha beräknat hur många dagar som återstod till de båda solstånden. Roslund hade hämtat parabelidén från en engelsk forskare som redan på 1930-talet började göra uppmätningar av forntida monument av sten i Skottland, England och Bretagne. Även James T. Carter och Vincent H. Malmström har föreslagit att stenarna är en astronomisk kalender och tror att den kan ha tillkommit redan under slutet av stenåldern. Curt Roslund har senare tagit avstånd från sin egen hypotes om en solkalender.
Även privatforskaren Bob G Lind och Nils-Axel Mörner, docent i geologi, anser att Ales stenar är en solkalender som är betydligt äldre än vendeltiden. Denna uppfattning betraktas emellertid som spekulativ bland flertalet etablerade forskare. Skälen är dels att Linds tolkningsmodell förutsätter välvillighet när man mäter på stenarna för att fungera, dels att många av stenarna inte längre står på sina ursprungliga platser efter restaureringen. Vidare tyder datering av träkol med C14-metoden på att stensättningen skapades ca 600 e.Kr.. Mot Linds tolkning talar även att det direkt upp mot det stora skeppets båda relingar har legat två mindre skeppssättningar, dokumenterade på 1700- och 1800-talet. Då dessa inte passar in i solkalenderteorin bortser Lind från dem.
I juli 2007 satte Riksantikvarieämbetet upp nya skyltar vid skeppssättningen. Här återgav man både den vetenskapliga forskningens och Bob Linds ståndpunkter – utan att ta ställning. Lind uppfattade detta som en stor seger. Tidningarna Dagens Nyheter och Sydsvenska Dagbladet intervjuade honom och framställde det skedda som att en ensam föraktad man nu "fått upprättelse" efter åratals kamp mot etablissemanget. De uppgav dessutom felaktigt att myndighetens skyltar skulle ge Lind rätt i att skeppssättningen uppförts som en astronomisk kalender.

## Litterära omnämnanden
- En skönlitterär hyllning är Anders Österlings dikt Ales stenar i samlingen Tonen från havet (1933). Dikten är tonsatt av Michael Waldenby, Ales Stenar, op 51
- Även nobelpristagaren Seamus Heaney har skrivit en dikt om Ales stenar.

## Bilder

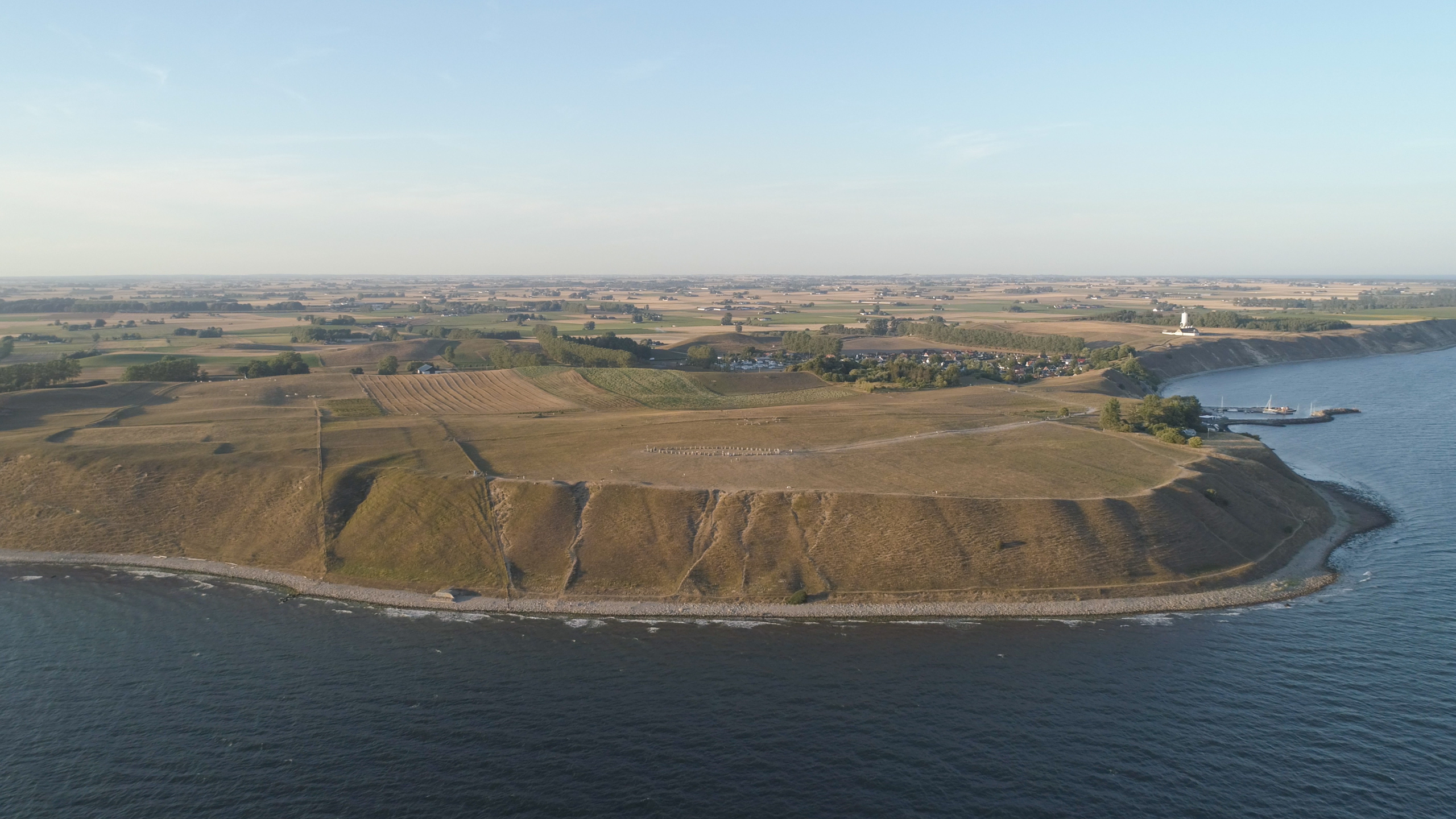
Kåseberga och Ales stenar från luften 2018.
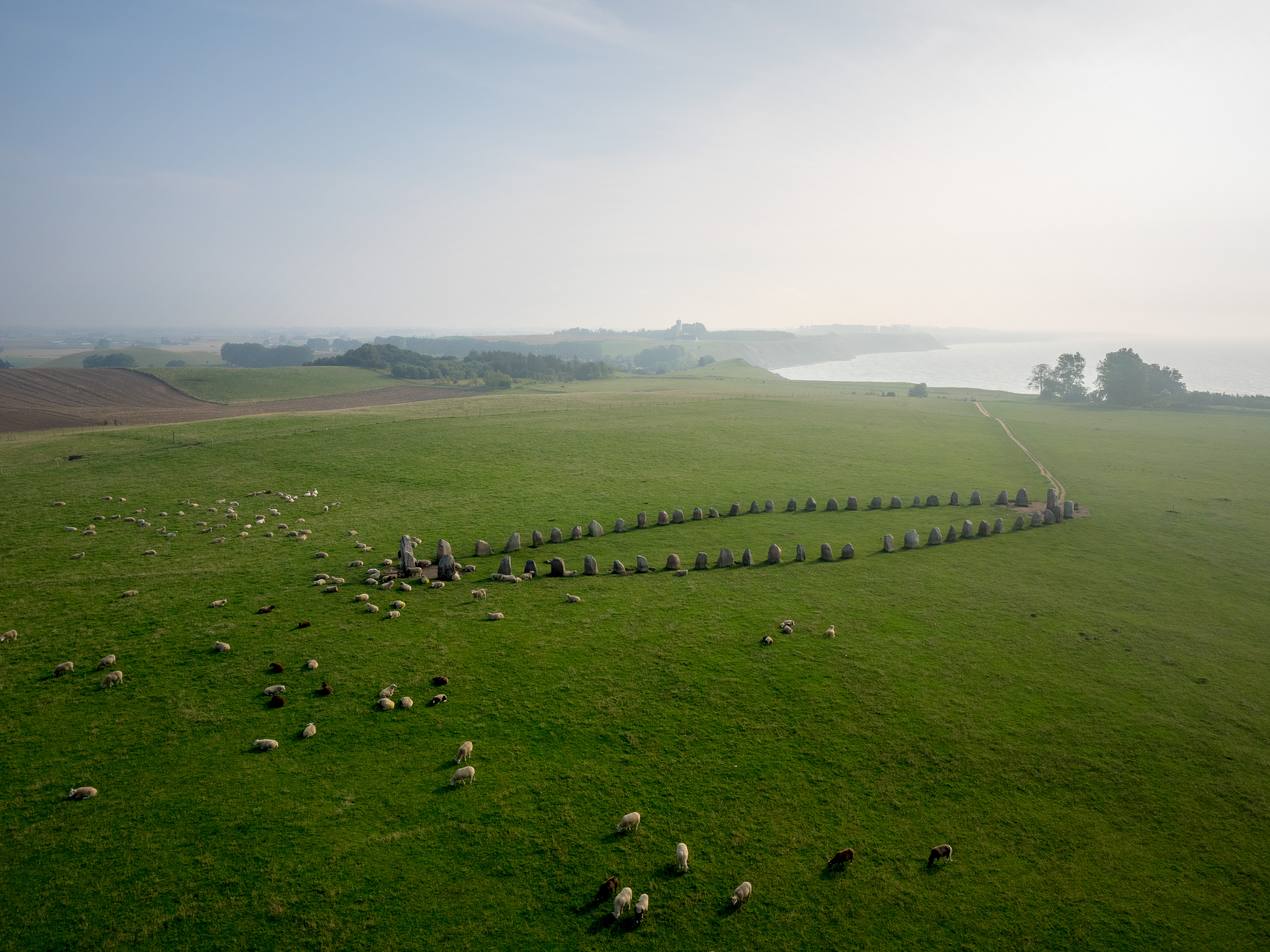
Flygbild
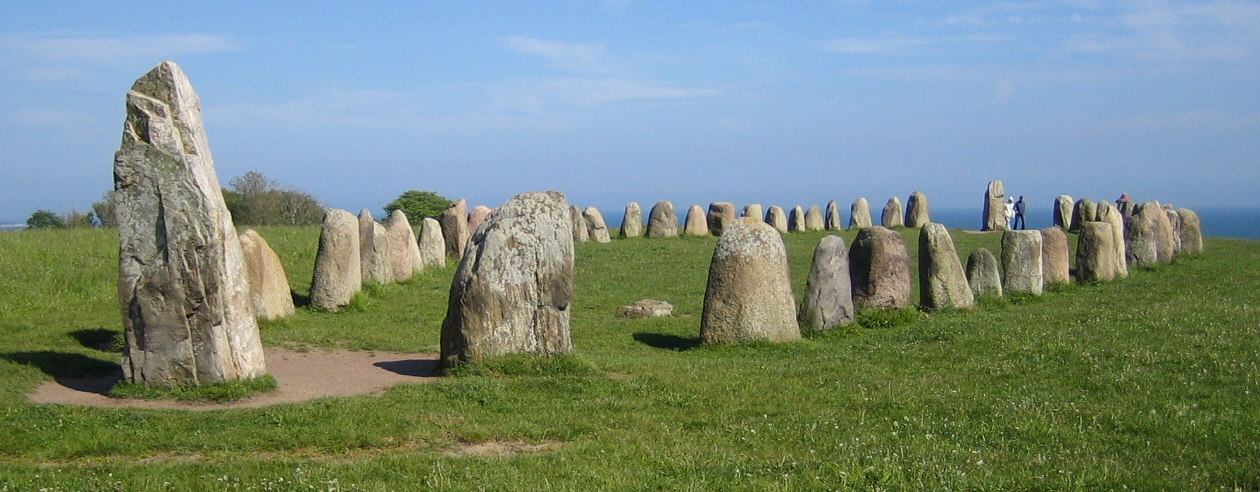
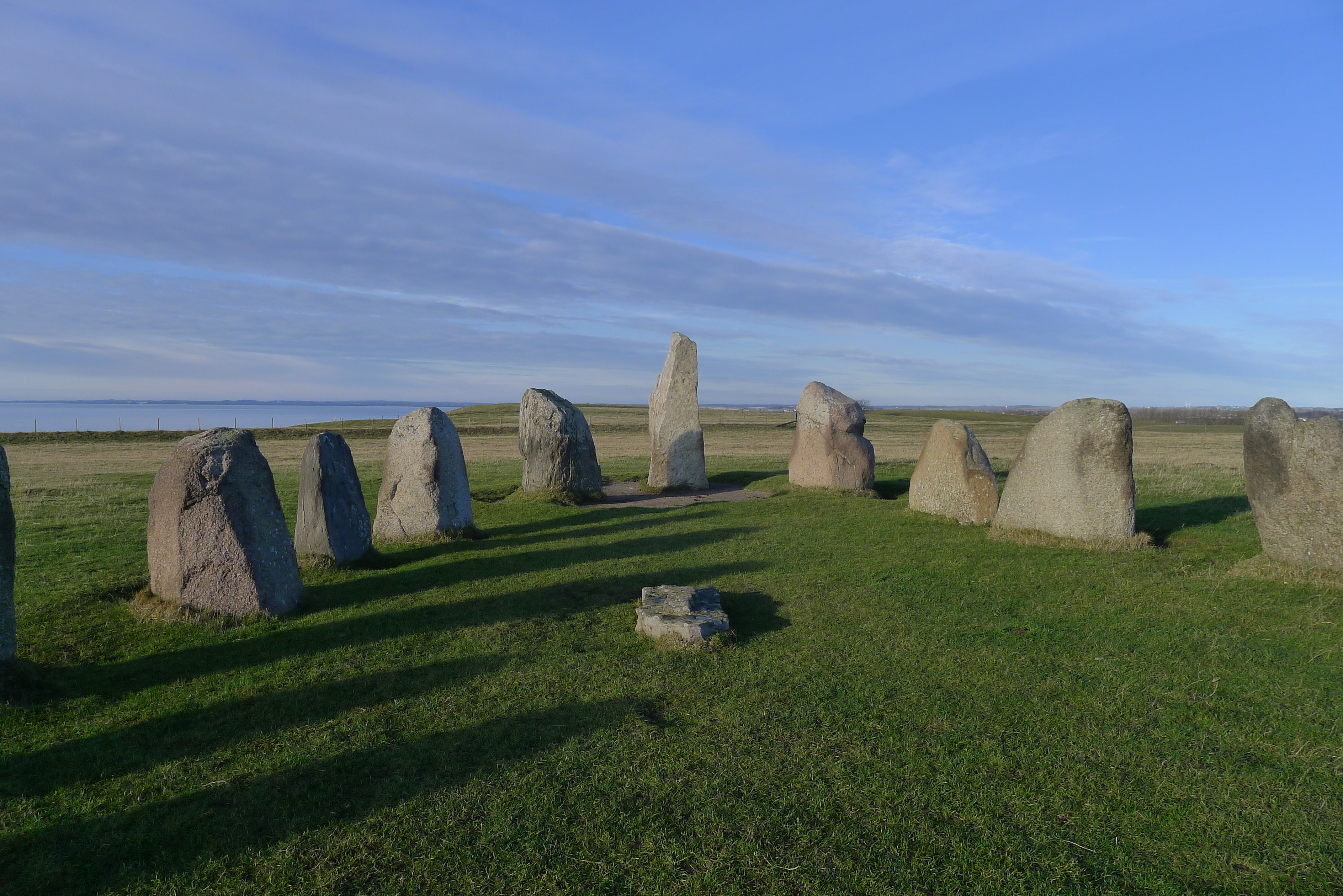
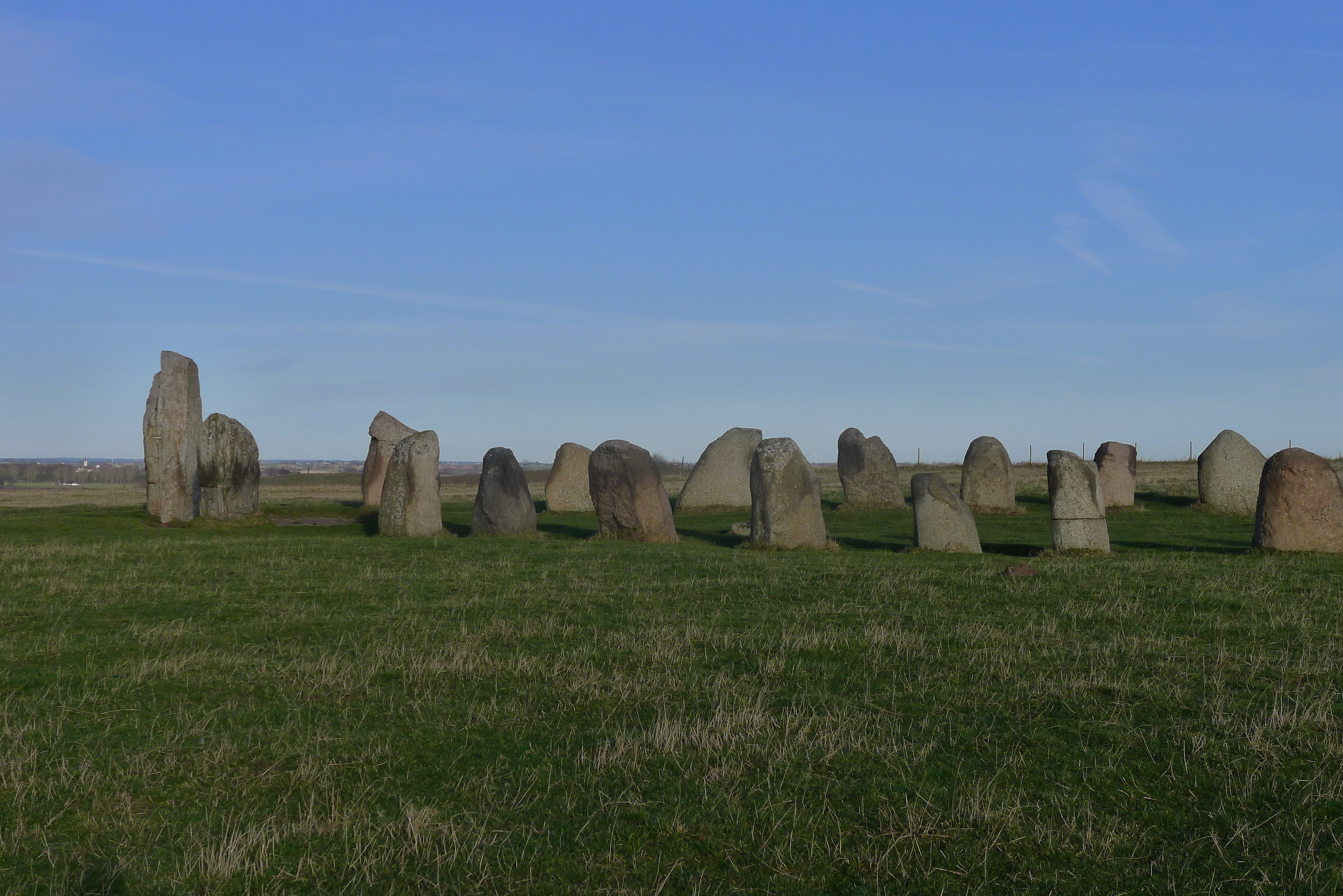
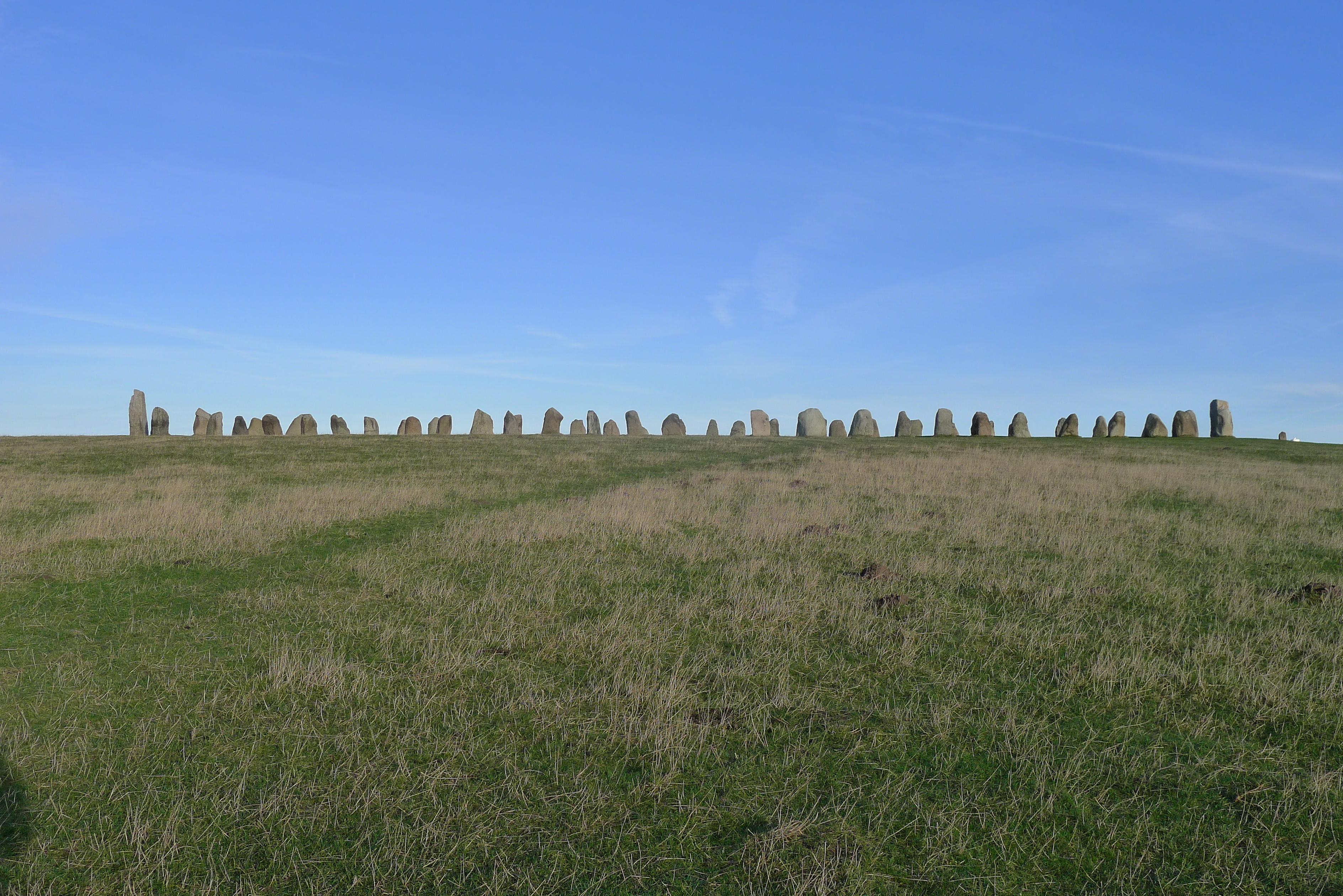
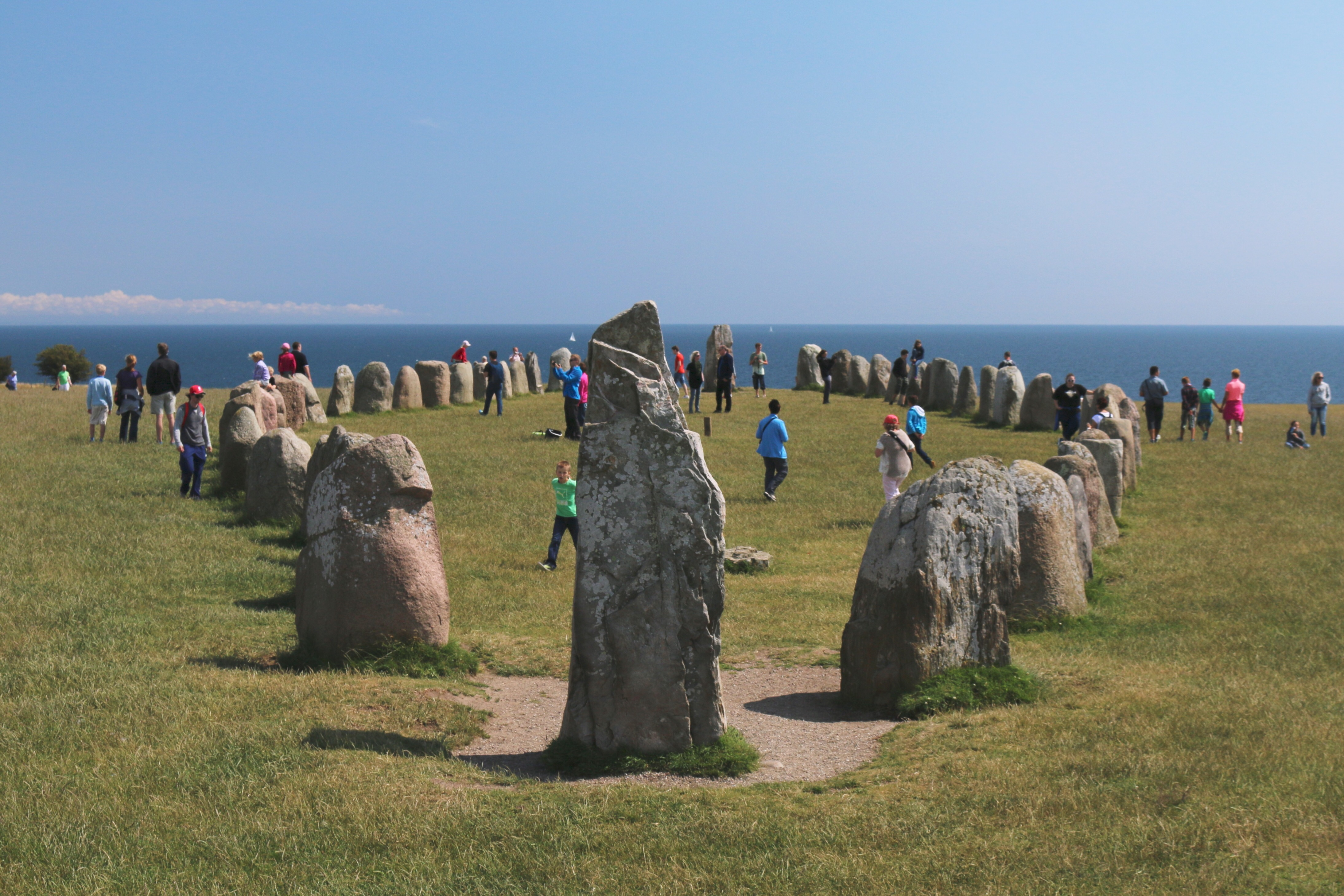
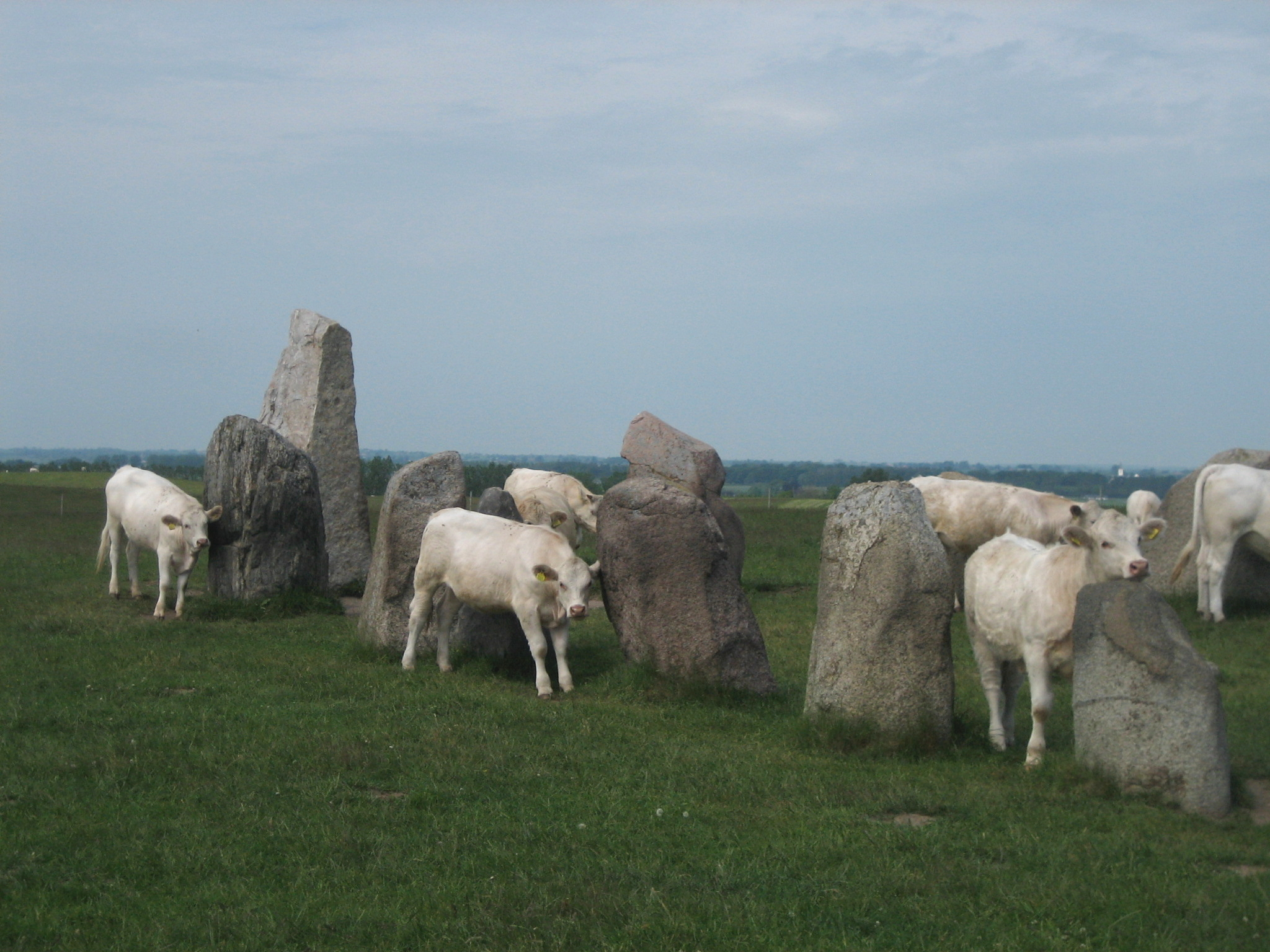